# Epídosis
Epídosis (en grec antic ἐπιδόσεις) eren unes contribucions voluntàries en diners, armes o vaixells, que feien els ciutadans atenencs quan l'estat ho necessitava per causes extraordinàries, generalment per guerres o desgràcies.
Era habitual que els pritans convoquessin una ekklesia o assemblea del poble on explicaven les necessitats de l'estat i cridaven als ciutadans a contribuir segons les seves possibilitats. Els que estaven disposats a contribuir es posaven drets i deien el que donarien, i els que no, callaven o marxaven de l'assemblea, segons diu Plutarc. Es posaven els noms dels que estaven disposats a contribuir juntament amb el que s'havien compromès a donar en unes tauletes que es col·locaven davant de les estàtues dels arconts epònims fins que satisfeien el seu compromís.
Les epídosis eren sovint importants. De vegades s'unien dos o tres ciutadans per equipar un trirrem o per fer despeses en diners.